# Pamětní medaile 10. střeleckého pluku Jana Sladkého Koziny
Pamětní medaile 10. střeleckého pluku Jana Sladkého Koziny, je pamětní medaile založena v roce 1947 při příležitosti vzniku této jednotky.
Medaile se předávala v papírové krabičce s malou stužkou a udělovacím dekretem.